# Copa de baloncesto de Portugal
La Copa de Baloncesto de Portugal (en portugués: Taça de Portugal de Basquetebol) es la competición de copa de baloncesto organizada por la Federación de Baloncesto de Portugal (Federação Portuguesa de Basquetebol).

## Palmarés
| Temporada | Final                     | Final         | Final                 |
| Temporada | Campeón                   | Resultado     | Finalista             |
| --------- | ------------------------- | ------------- | --------------------- |
| 1943–44   | Atlético CP               | 42–26         | CF Belenenses         |
| 1944–45   | CF Belenenses             | 31–27         | Vasco da Gama FC      |
| 1945–46   | Benfica                   | 33–32         | CF Belenenses         |
| 1946–47   | Benfica (2)               | 42–25         | Vasco da Gama FC      |
| 1947–48   | Vasco da Gama FC          | 37–35         | Benfica               |
| 1953–54   | Atlético CP (2)           | 53–35         | Conimbricense         |
| 1954–55   | Sporting CP               | 51–49 / 73–39 | Barreirense           |
| 1956–57   | Barreirense               | 58–54         | CF Belenenses         |
| 1957–58   | Académica de Coimbra      | 49–40         | Barreirense           |
| 1958–59   | CF Belenenses (2)         | 44–42         | Benfica               |
| 1959–60   | Barreirense (2)           | 48–42         | Benfica               |
| 1960–61   | Benfica (3)               | 79–45         | Académica de Coimbra  |
| 1961–62   | Sporting Lourenço Marques | 46–30         | Barreirense           |
| 1962–63   | Barreirense (3)           | 48–47         | Benfica               |
| 1963–64   | Benfica (4)               | 63–44         | Vasco da Gama FC      |
| 1964–65   | Benfica (5)               | 51–41         | Sporting CP           |
| 1965–66   | Benfica (6)               | 44–37         | Sporting CP           |
| 1966–67   | Académica de Coimbra (2)  | 52–44         | Vasco da Gama FC      |
| 1967–68   | Benfica (7)               | 79–74         | Académica de Coimbra  |
| 1968–69   | Benfica (8)               | 79–68         | Banco Pinto Magalhães |
| 1969–70   | Benfica (9)               | 75–68         | Banco Pinto Magalhães |
| 1979–71   | Académica de Coimbra (3)  | 83–71         | Porto                 |
| 1971–72   | Benfica (10)              | 91–70         | Académica de Coimbra  |
| 1972–73   | Benfica (11)              | 73–69         | Porto                 |
| 1973–74   | Benfica (12)              | 102–84        | Sporting CP           |
| 1974–75   | Sporting CP (2)           | 78–75         | Benfica               |
| 1975–76   | Sporting CP (3)           | 104–64        | Porto                 |
| 1976–77   | Ginásio                   | 82–72         | Porto                 |
| 1977–78   | Sporting CP (4)           | 87–83         | Sangalhos             |
| 1978–79   | Porto                     | 93–86         | Sporting CP           |
| 1979–80   | Sporting CP (5)           | 93–59         | Sangalhos             |
| 1980–81   | Benfica (13)              | 90–86         | Porto                 |
| 1981–82   | Barreirense (4)           | 85–78         | Atlético CP           |
| 1982–83   | C.A. Queluz               | 86–85         | Benfica               |
| 1983–84   | Barreirense (5)           | 109–76        | Conimbricense         |
| 1984–85   | Barreirense (6)           | 96–82         | Benfica               |
| 1985–86   | Porto (2)                 | 119–76        | Estrelas Avenida      |
| 1986–87   | Porto (3)                 | 101–100       | Benfica               |
| 1987–88   | Porto (4)                 | 90–77         | Benfica               |
| 1988–89   | Ovarense                  | 81–73         | Illiabum              |
| 1989–90   | Ovarense (2)              | 78–73         | Benfica               |
| 1990–91   | Porto (5)                 | 89–74         | Ovarense              |
| 1991–92   | Benfica (14)              | 84–76         | Illiabum              |
| 1992–93   | Benfica (15)              | 91–86         | Ovarense              |
| 1993–94   | Benfica (16)              | 86–64         | Ovarense              |
| 1994–95   | Benfica (17)              | 80–79         | Porto                 |
| 1995–96   | Benfica (18)              | 75–74         | Oliveirense           |
| 1996–97   | Porto (6)                 | 95–73         | Ovarense              |
| 1997–98   | Estrelas Avenida          | 87–86         | Benfica               |
| 1998–99   | Porto (7)                 | 67–60         | Ovarense              |
| 1999–2000 | Porto (8)                 | 83–76         | Ovarense              |
| 2000–01   | Portugal Telecom          | 102–88        | Ovarense              |
| 2001–02   | Portugal Telecom (2)      | 91–85         | Oliveirense           |
| 2002–03   | Oliveirense               | 75–65         | CAB Madeira           |
| 2003–04   | Porto (9)                 | 97–88         | Ovarense              |
| 2004–05   | C.A. Queluz (2)           | 71–62         | Ovarense              |
| 2005–06   | Porto (10)                | 95–84         | Benfica               |
| 2006–07   | Porto (11)                | 86–77         | CF Belenenses         |
| 2007–08   | Vitória SC                | 65–64         | Porto                 |
| 2008–09   | Ovarense (3)              | 92–87         | AD Vagos              |
| 2009–10   | Porto (12)                | 71–70         | Ovarense              |
| 2010–11   | CAB Madeira               | 64–62         | CB Penafiel           |
| 2011–12   | Porto (13)                | 58–47         | Académica de Coimbra  |
| 2012–13   | Vitória SC (2)            | 100–81        | Benfica               |
| 2013–14   | Benfica (19)              | 74–52         | Galitos               |
| 2014–15   | Benfica (20)              | 88–87 (2 OT)  | Barcelos              |
| 2015–16   | Benfica (21)              | 103–51        | Ovarense              |
| 2016–17   | Benfica (22)              | 85–67         | CAB Madeira           |
| 2017–18   | Illiabum                  | 91–83         | Benfica               |
| 2018–19   | Porto (14)                | 83–80         | Oliveirense           |
| 2019–20   | Sporting CP (6)           | 87–78         | Porto                 |
| 2020–21   | Sporting CP (7)           | 83–59         | Imortal               |
| 2021–22   | Sporting CP (8)           | 79–75         | Benfica               |
| 2022–23   | Benfica (23)              | 75–74         | Imortal               |
| 2023–24   | Porto (15)                | 81–78         | Benfica               |
| 2024–25   | Porto (16)                | 94–73         | Sporting CP           |

## Ganadores
| Equipo                          | Campeón | Finalista | Años campeón | Años finalista                                                                                 |
| ------------------------------- | ------- | --------- | --- | ---------------------------------------------------------------------------------------------- |
| Benfica                         | 23      | 16        | 1946, 1947, 1961, 1964, 1965, 1966, 1968, 1969, 1970, 1972, 1973, 1974, 1981, 1992, 1993, 1994, 1995, 1996, 2014, 2015, 2016, 2017, 2023 | 1948, 1959, 1960, 1963, 1975, 1983, 1985, 1987, 1988, 1990, 1998, 2006, 2013, 2018, 2023, 2024 |
| Porto                           | 16      | 8         | 1979, 1986, 1987, 1988, 1991, 1997, 1999, 2000, 2004, 2006, 2007, 2010, 2012, 2019, 2024, 2025                                           | 1971, 1973, 1976, 1977, 1981, 1995, 2008, 2020                                                 |
| Sporting CP                     | 8       | 5         | 1955, 1975, 1976, 1978, 1980, 2020, 2021, 2022                                                                                           | 1965, 1966, 1974, 1979, 2025                                                                   |
| Barreirense                     | 6       | 3         | 1957, 1960, 1963, 1982, 1984, 1985 | 1955, 1958, 1962                                                                               |
| Ovarense                        | 3       | 11        | 1989, 1990, 2009 | 1991, 1993, 1994, 1997, 1999, 2000, 2001, 2004, 2005, 2010, 2016                               |
| Académica de Coimbra            | 3       | 4         | 1958, 1967, 1971 | 1961, 1968, 1972, 2012                                                                         |
| CF Belenenses                   | 2       | 4         | 1945, 1959 | 1944, 1946, 1957, 2007                                                                         |
| Atlético CP                     | 2       | 1         | 1944, 1954 | 1982                                                                                           |
| Portugal Telecom                | 2       | 0         | 2001, 2002 | –                                                                                              |
| C.A. Queluz                     | 2       | 0         | 1983, 2005 | –                                                                                              |
| Vitória SC                      | 2       | 0         | 2008, 2013 | −                                                                                              |
| Vasco da Gama                   | 1       | 4         | 1948 | 1945, 1947, 1964, 1967                                                                         |
| Oliveirense                     | 1       | 3         | 2003 | 1996, 2002, 2019                                                                               |
| CAB Madeira                     | 1       | 2         | 2011 | 2003, 2017                                                                                     |
| Illiabum                        | 1       | 2         | 2018 | 1989, 1992                                                                                     |
| Estrelas Avenida                | 1       | 1         | 1998 | 1986                                                                                           |
| Sporting Lourenço Marques (MOZ) | 1       | 0         | 1962 | –                                                                                              |
| Ginásio                         | 1       | 0         | 1977 | –                                                                                              |
| Imortal                         | 0       | 2         | – | 2021, 2023                                                                                     |
| Banco Pinto Magalhães           | 0       | 2         | – | 1969, 1970                                                                                     |
| Sangalhos                       | 0       | 2         | – | 1978, 1980                                                                                     |
| Conimbricence                   | 0       | 2         | – | 1954, 1984                                                                                     |
| AD Vagos                        | 0       | 1         | – | 2009                                                                                           |
| CB Penafiel                     | 0       | 1         | – | 2011                                                                                           |
| Galitos                         | 0       | 1         | – | 2014                                                                                           |
| Barcelos                        | 0       | 1         | – | 2015                                                                                           |